# Калінін Борис Петрович
Борис Петрович Калінін (рос. Борис Петрович Калинин; 1913—1943) — молодший лейтенант Робітничо-Селянської Червоної Армії, учасник німецько-радянської війни, Герой Радянського Союзу (1943).

## Біографія
Борис Калінін народився 20 липня 1913 року на станції Перловська (нині Митищинський район Московської області). Закінчив сім класів школи та Ленінградський технікум молочної промисловості. Жив у Москві, працював спочатку робітником, потім бригадиром Московського молокозаводу № 2. Після закінчення Московських курсів майстрів соціалістичної праці працював начальником цеху. У 1935–1936 роках служив у РСЧА. У серпні 1941 року Калінін повторно був призваний до армії. Із жовтня того ж року на східному фронті. Брав участь у оборонних боях 1941 року. У 1942 році Калінін закінчив Подільське артилерійське училище. Вже як офіцер брав участь у Сталінградській битві, звільненні Української РСР. До вересня 1943 року гвардії молодший лейтенант Борис Калінін командував вогневим взводом 45-міліметрових гармат 53-го гвардійського кавалерійського полку 15-ї гвардійської кавалерійської дивізії 7-го гвардійського кавалерійського корпусу 61-ї армії Центрального фронту. Відзначився під час битви за Дніпро.
Наприкінці вересня 1943 року взвод Калініна успішно переправився через Дніпро у районі села Нивки Брагінського району Гомельської області Білоруської РСР та взяв активну участь у боях за плацдарм на його західному березі. 2-5 жовтня він брав участь у звільненні населених пунктів Злодіївка, Вільямівка, Посудове. У бою за Посудове артилеристи взводу Калініна зірвали німецьку контратаку. У тому бою Калінін зазнав важкого поранення, від якого помер 10 жовтня 1943 року. Похований у братській могилі у селі Пилипча Ріпкинського району Чернігівської області.
Указом Президії Верховної Ради СРСР від 24 грудня 1943 року за «зразкове виконання бойових завдань командування на фронті боротьби з німецькими загарбниками та виявлені при цьому відвагу та героїзм» гвардії молодший лейтенант Борис Калінін посмертно був удостоєний високого звання Героя Радянського Союзу. Також був нагороджений орденами Леніна та Червоної Зірки.